# Иян
Ия́н (кит. упр. 益阳, пиньинь Yìyáng, буквально: «с «янской» стороны от реки Ишуй») — городской округ в провинции Хунань КНР.

## История
Ещё когда Цинь Шихуанди впервые в истории объединил все китайские земли в единую империю, в этих местах в 221 году до н.э. был создан уезд Иян (益阳县).
Во времена южной империи Лян из уезда Иян были выделены уезды Яошань (药山县) и Чунхуа (重华县). После объединения китайских земель в империю Суй они были в 589 году объединены в уезд Аньлэ (安乐县). В 598 году уезд Аньлэ был переименован в Юаньцзян (沅江县).
Во времена империи Сун западная часть уезда Иян была в 1072 году выделена в отдельный уезд Аньхуа.
После монгольского завоевания и образования империи Юань уезд Иян был поднят в статусе, став Иянской областью (益阳州), но после свержения власти монголов и основания империи Мин область вновь была понижена до уезда.
В 1852 году уезд Иян был захвачен тайпинами, которые переименовали его в Дэшэн (得胜县). После возвращения уезда цинским властями прежнее название было восстановлено.
В конце XIX века на островах, образовавшихся у берега озера Дунтинху, был образован Наньчжоуский непосредственно управляемый комиссариат (南洲直隶厅). После Синьхайской революции в Китае была проведена реформа структуры административного деления, в ходе которой комиссариаты были упразднены, и поэтому в 1913 году комиссариат был преобразован в уезд Наньчжоу (南洲县). В 1914 году уезд был переименован в Наньсянь.
После образования КНР в 1949 году был создан Специальный район Иян (益阳专区), состоящий из 6 уездов; уезд Наньсянь вошёл в состав Специального района Чандэ (常德专区). В 1950 году урбанизированная часть уезда Иян была выделена в отдельный город Иян (益阳市). В 1951 году были созданы уезды Ланьтянь (蓝田县), Юнфэн (永峰县) и Таоцзян.
В ноябре 1952 года Специальный район Иян был расформирован: уезд Нинсян перешёл в состав Специального района Сянтань (湘潭专区), уезды Сянсян, Шуанфэн и Ляньюань — в состав Специального района Шаоян (邵阳专区), а уезды Иян, Таоцзян, Аньхуа, Юаньцзян, Ханьшоу и город Иян — в состав Специального района Чандэ. В 1953 году город Иян был выведен из состава Специального района Чандэ, став городом провинциального подчинения.
В июле 1961 года город Иян был возвращён в состав Специального района Чандэ. В декабре 1962 года Специальный район Иян был воссоздан, в его состав вошли город Иян и уезды Наньсянь, Таоцзян, Юаньцзян (沅江县), Хуажун, Иян, Нинсян и Аньхуа.
В 1964 году был образован Специальный район Юэян (岳阳专区), и уезд Хуажун перешёл в его состав.
В 1970 году Специальный район Иян был переименован в Округ Иян (益阳地区).
В 1983 году уезд Нинсян был передан в состав городского округа Чанша.
Постановлением Госсовета КНР от 11 октября 1988 года уезд Юаньцзян был преобразован в городской уезд.
Постановлением Госсовета КНР от 7 апреля 1994 года были расформированы округ Иян, город Иян и уезд Иян, и образован городской округ Иян; территория бывших города Иян и уезда Иян была при этом разделена на районы Цзыян и Хэшань.

## Административно-территориальное деление
Городской округ Иян делится на 2 района, 1 городской уезд, 3 уезда:
| Карта                                         | Карта    | Карта     | Карта         | Карта            | Карта         |
| --------------------------------------------- | -------- | --------- | ------------- | ---------------- | ------------- |
| Цзыян Хэшань Наньсянь Таоцзян Аньхуа Юаньцзян |          |           |               |                  |               |
| Статус                                        | Название | Иероглифы | Пиньинь       | Население (2010) | Площадь (км²) |
| Район                                         | Цзыян    | 资阳区    | Zīyáng qū     |                  |               |
| Район                                         | Хэшань   | 赫山区    | Hèshān qū     |                  |               |
| Городской уезд                                | Юаньцзян | 沅江市    | Yuánjiāng shì |                  |               |
| Уезд                                          | Наньсянь | 南县      | Nán xiàn      |                  |               |
| Уезд                                          | Таоцзян  | 桃江县    | Táojiāng xiàn |                  |               |
| Уезд                                          | Аньхуа   | 安化县    | Ānhuà xiàn    |                  |               |

## Экономика
Важное значение имеет сельское хозяйство, особенно выращивание риса. 

## Транспорт
Через городской округ Иян проходят высокоскоростная железная дорога Чандэ — Чанша и скоростное шоссе Юэян — Линьу.

## Города-побратимы
- Намхэ, Республика Корея (2006)
- Петах-Тиква, Израиль (2011)
- Усть-Каменогорск, Казахстан (2013)